# Ogródek Pana Warzywko
Ogródek Pana Warzywko (ang. Mr Bloom's nursery 2012) – brytyjski serial dla dzieci. Jest on połączeniem gry aktorskiej i kukiełek. Polska premiera odbyła się 11 czerwca 2012 roku w stacji CBeebies.

## Obsada
- Ben Faulks – Mr Bloom[1]

## Fabuła
Aktorzy oraz towarzyszące im kukiełki-warzywa hodują różne rośliny w magicznym ogrodzie.

## Wersja polska
Wystąpili:
- Kuba Łopatka – Pan Warzywko
- Agnieszka Kudelska – Kapusta Małgorzata
- Klementyna Umer – Koper Fruzia
- Krzysztof Grabowski – Kabaczek Kuba
- Paweł Mielewczyk – Sebastian
- Sebastian Münch – Kornel Fasolka

i inni
Dialogi: Barbara Gieburowska
Reżyseria: Karolina Kinder
Nagranie i realizacja dźwięku: Marcin Kalinowski
Kierownictwo produkcji: Paweł Żwan
Opracowanie i realizacja wersji polskiej: Studio Tercja Gdańsk dla Hippeis Media
Lektor: Tomasz Przysiężny